# Fort Recovery
Fort Recovery is een plaats (village) in de Amerikaanse staat Ohio, en valt bestuurlijk gezien onder Mercer County.

## Demografie
Bij de volkstelling in 2000 werd het aantal inwoners vastgesteld op 1273.
In 2006 is het aantal inwoners door het United States Census Bureau geschat op 1341, een stijging van 68 (5,3%).

## Geografie
Volgens het United States Census Bureau beslaat de plaats een oppervlakte van
2,5 km², geheel bestaande uit land. Fort Recovery ligt op ongeveer 276 m boven zeeniveau.

## Plaatsen in de nabije omgeving
De onderstaande figuur toont nabijgelegen plaatsen in een straal van 16 km rond Fort Recovery.